# HAUS1
HAUS1‏ (HAUS augmin like complex subunit 1) هوَ بروتين يُشَفر بواسطة جين HAUS1 في الإنسان.